# Comuna Harnîșivka, Volociîsk
Harnîșivka (în ucraineană Гарнишівка) este o comună în raionul Volociîsk, regiunea Hmelnîțkîi, Ucraina, formată din satele Harnîșivka (reședința), Ivanivți și Vîhoda.

## Demografie
Componența lingvistică a comunei Harnîșivka
     Ucraineană (97,97%)
     Rusă (1,52%)
     Alte limbi (0,1%)
Conform recensământului din 2001, majoritatea populației comunei Harnîșivka era vorbitoare de ucraineană (97,97%), existând în minoritate și vorbitori de rusă (1,52%).